# Wilaru
Wilaru — викопний рід гусеподібних птахів вимерлої родини Presbyornithidae. Рід існував у пізньому олігоцені та ранньому міоцені в Австралії. Птах є найпізнішим відомим представником родини.

## Види
Типовим видом є Wilaru tedfordi. Типовий вид був описаний з викопного матеріалу, зібраного з озера Пінпа, озера Паланкарінна і Біллеру-Крік в басейні озера Ейр на північному сході Південної Австралії (геологічна формація Намба). Назва роду Wilaru походить від назви сучасного птаха лежня (родина Burhinidae) мовою місцевих аборигенів діярі. Видова назва W. tedfordi вшановує американського палеонтолога Річарда Тедфорда (1929—2011) з Американського музею природнознавства, який очолив експедицію 1971 року до озера Пінпа, в ході якої була зібрана велика частина описового матеріалу.
Рід також включає інший вид Wilaru prideauxi. Вид описаний у 2016 році на основі елемента кінцівок (права цівка), що знайдений у відкладеннях формування Віпаджирі на озері Нгапакалді.

## Спосіб життя
Ґрунтуючись на морфології суглобів Wilaru, птах спеціалізувався на більш наземному способі життя, на відміну від інших представників родини. Зокрема, пізніший W. prideauxi, був більш спеціалізовано наземним, ніж ранніший W. tedfordi, будучи більшим і міцніше складеним. Це вказує на чітку спеціалізацію до такого способу життя і, отже, пряму послідовність видів.
Як і у багатьох сучасних водоплавних птахів, але на відміну від інших Presbyornithidae, у Wilaru були шпори на ногах. Сучасні паламедеї (Anhimidae) використовують їх для битв. Ймовірно так само використовували їх і Wilaru. Це може вказувати на територіальну поведінку.
Wilaru співіснував з декількома видами качкових (Anatidae) і півлапчастих гусей (Anseranatidae), що свідчить про невелику екологічну конкуренцію. Можливо, що пристосування до наземного способу життя, допомогло птаху уникнути конкуренції з прогресивнішими водоплавними птахами, що дозволило роду проіснувати довше, ніж іншим пресбіорнітидам.